# Denis Roberts
Denis Roberts (ur. 8 grudnia 1980) – australijski zapaśnik walczący w obu stylach. Zajął jedenaste miejsce na mistrzostwach świata  w 2007. Czwarty na igrzyskach Wspólnoty Narodów w 2010. Mistrz Oceanii w 2007 i 2010. Brązowy medalista mistrzostw Wspólnoty Narodów w 2007 roku.